# Agriocnemis minima
Agriocnemis minima – gatunek ważki z rodziny łątkowatych (Coenagrionidae).